# جانکارلو پریمو
جانکارلو پریمو (ایتالیایی: Giancarlo Primo; ۴ نوامبر ۱۹۲۴ – ۲۷ دسامبر ۲۰۰۵) بازیکن و مربی بسکتبال اهل ایتالیا بود.
وی در مسابقات کشوری و بین‌المللی در مجموع برندهٔ ۲ مدال برنز شده‌است.